# Seriepris och utmärkelser
Att prisbelöna välförtjänta serier och serieskapare med utmärkelser är något som man gör i många delar av världen.

## Kända serieutmärkelser

### Amerikanska
- Academy of Comic Book Arts Award
- Alley Award
- Comic Buyers Guide Fan Award
- Eagle Award
- Harvey Kurtzman Awards
- Ignatz Award
- Kirby Award
- Lulu Awards
- National Cartoonists Society Award
- Web Cartoonists' Choice Awards
- Will Eisner Comic Industry Award
- Wizard Fan Award
- Xeric Award

### Finska
- Kalle Träskalle-hatten

### Franska
- Grand Prix de la ville d'Angoulême
- Prix de la critique

### Japanska
- Osamu Tezukas Kulturpris

### Norska
- Sproing

### Svenska
- Adamsonstatyetten
- Alvys
- Galagos Fula Hund
- 91:an-stipendiet
- Seriefrämjandets stora serietecknarpris
- Seriefrämjandets lilla serietecknarpris
- Urhunden